# Atkinsia cubensis
Atkinsia cubensis é uma espécie de angiospérmica da família das Malvaceae.
Apenas pode ser encontrada no seguinte país: Cuba.
Está ameaçada por perda de habitat.